# Těžký zločin
Těžký zločin (v anglickém originále High Crimes) je americký kriminální film z roku 2002. Režisérem filmu je Carl Franklin. Hlavní role ve filmu ztvárnili Ashley Judd, Morgan Freeman, James Caviezel, Adam Scott a Amanda Peet.

## Obsazení
| Ashley Judd           | Claire Kubik          |
| Morgan Freeman        | Charlie Grimes        |
| James Caviezel        | Tom Kubik/Ron Chapman |
| Adam Scott            | Terence Embry         |
| Amanda Peet           | Jackie Grimaldi       |
| Bruce Davison         | Bill Marks            |
| Juan Carlos Hernández | James Hernandez       |
| Michael Gaston        | Waldron               |
| Michael Shannon       | Troy Abbott           |